# Substrata
Substrata è un album in studio del musicista norvegese Biosphere, pubblicato nel 1997. 

## Il disco
Uscito quasi contemporaneamente con la colonna sonora del film Nokas dello stesso musicista, Substrata prende le distanze dallo stile ritmico degli album precedenti per incentrarsi sui paesaggi sonori della musica ambient. I brani, evocativi e "glaciali", presentano accenni melodici nonché campionamenti tratti da suoni naturali, strumenti esotici e voci (come dimostrano tracce quali Chukhung e Antennaria). Viene considerato uno dei dischi migliori del musicista nonché un classico della musica ambient. L'album è stato inserito alla posizione numero 38 dei migliori album ambient mai realizzati in una classifica stilata da Pitchfork.

## Tracce
Musiche di Geir Jennsen.
1. As The Sun Kissed The Horizon – 1:45
2. Poa Alpina – 4:10
3. Chukhung – 7:33
4. The Things I Tell You – 6:29
5. Times When I Know You'll Be Sad – 3:44
6. Hyperborea – 5:48
7. Kobresia – 7:10
8. Antennaria – 5:06
9. Uva-Ursi – 2:51
10. Sphere Of No-Form – 5:56
11. Silene – 7:56